# Beerenpicker
Die Beerenpicker (Melanocharitidae) bilden eine Familie von Singvögeln, die ausschließlich in den Wäldern von Neuguinea und den benachbarten Inseln leben.

## Beschreibung
Beerenpicker sind kleine bis sehr kleine Vögel mit einer olivgrünen, olivgelben oder blaugrauen Färbung. Mit Ausnahme der Gattung Rhamphocharis sind die Weibchen weniger kontrastreich gefärbt. Der Kopf der Vögel ist klein bis mittelgroß, der Hals ist kurz und dick. Der Schnabel der Melanocharis- und Rhamphocharis-Arten ist kurz und leicht gebogen, der der Oedistoma- und Toxorhamphus-Arten ist lang und deutlich gebogen. Die Flügel sind mittellang, der Schwanz kurz oder lang. Die Beine sind kurz bis mittellang, die Füße klein bis mittelgroß.

## Lebensweise
Beerenpicker kommen in tropischen Wäldern vom Tiefland bis zu den Montanwäldern in großen Höhen vor. Sie leben dort vom Unterholz bis hoch in den Baumgipfeln. Melanocharis- und Rhamphocharis-Arten ernähren sich vor allem von Früchten, bevorzugt von Beeren und von Feigen. Bei den Oedistoma- und Toxorhamphus-Arten ist Nektar das wichtigste Nahrungsmittel und Früchte stehen an zweiter Stelle. Alle vier Gattungen ergänzen ihre Nahrung durch Insekten. Bei der Nahrungssuche bilden Beerenpicker oft gemischte Gruppen mit anderen Vogelarten. Obwohl einige Arten der Beerenpicker zu den häufigsten Vögeln in den neuguineischen Wäldern gehören, ist ihr Fortpflanzungsverhalten noch weitgehend unbekannt. Das napfförmige, stets in einer Astgabel errichtete Nest, besteht zu einem großen Teil aus Farnblättern und wird außen mit Flechten getarnt. Ein Gelege besteht in der Regel aus einem oder zwei Eiern. Wahrscheinlich beteiligen sich die Männchen an der Fütterung der Jungvögel, ob sie auch brüten, ist noch nicht bekannt.

## Systematik
Ursprünglich gehörten die Arten der Beerenpicker zu den Mistelfressern (Dicaeidae) und Honigfressern (Meliphagidae). In den Beerenpicker wurden sie auf der Basis genetischer Untersuchungen zusammengeführt. Die Familie umfasst 4 Gattungen mit 12 Arten:
- Melanocharis

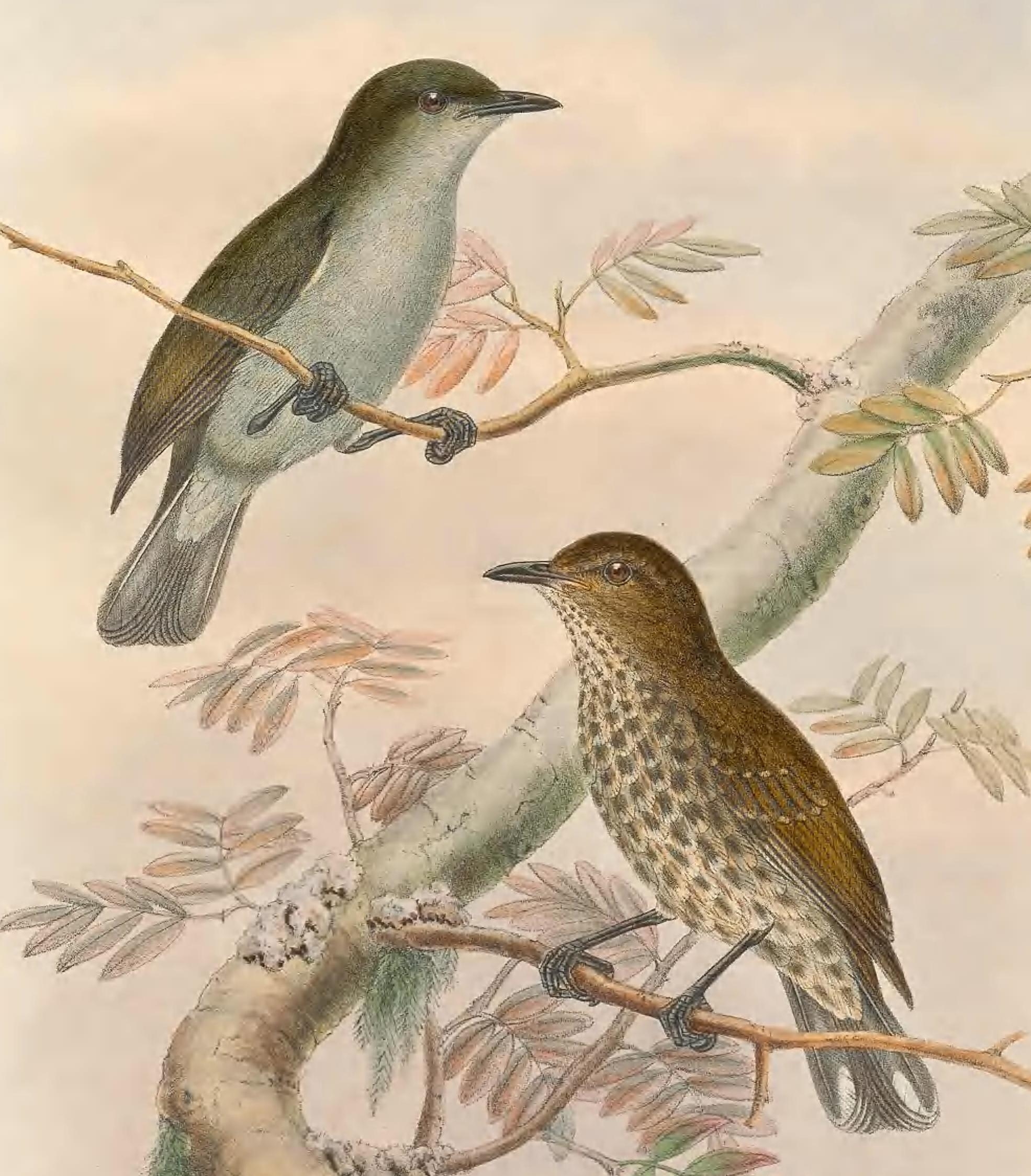
Fleckenbeerenpicker (Rhamphocharis crassirostris)

  - Arfakbeerenpicker (Melanocharis arfakiana)
  - Kumawabeerenpicker (Melanocharis citreola)[3]
  - Gelbbüschel-Beerenpicker (Melanocharis longicauda)
  - Weißbüschel-Beerenpicker (Melanocharis nigra)
  - Streifenbauch-Beerenpicker (Melanocharis striativentris)
  - Fächerschwanz-Beerenpicker (Melanocharis versteri)
- Oedistoma
  - Gnomenpfriemschnabel (Oedistoma iliolophus)
  - Zwergpfriemschnabel (Oedistoma pygmaeum)
- Rhamphocharis
  - Fleckenbeerenpicker (Rhamphocharis crassirostris)
  - Langschnabel-Beerenpicker (Rhamphocharis piperata)
- Toxorhamphus
  - Gelbbauch-Pfriemschnabel (Toxorhamphus novaeguineae)
  - Graukinn-Pfriemschnabel (Toxorhamphus poliopterus)